# Cap Aurora
Cap Aurora è una stazione balneare (staţiune turistică in rumeno) sul Mar Nero nel distretto di Costanza. Dal punto di vista amministrativo fa parte della città di Mangalia. Non ha residenti stabili.

## Geografia fisica
È situata su un promontorio in una zona ricca di golfi e di vegetazione e confina con le stazioni turistiche Jupiter a nord e Venus a sud; da entrambe dista circa 1 km. Si trova a 5 km da Mangalia.

## Storia
Il complesso turistico è stato inaugurato il 1º luglio 1973 contemporaneamente alla stazione Jupiter

## Economia

### Turismo
La stazione è composta da 10 hotel a forma piramidale con nomi di pietre preziose, situati nei pressi della spiaggia, e da un campeggio. La spiaggia ha subito in questi ultimi anni il fenomeno dell'erosione, che ne ha ridotto le dimensioni.

## Infrastrutture e trasporti
La stazione è raggiungibile con i microbus della linea Costanza-Mangalia.